# 平和島 (B-DASHの曲)
『平和島』（へいわじま）は、日本のバンドB-DASHの3枚目のシングルである。2002年9月25日発売。発売元はXTRA LARGE RECORDS。

## 概要
- 前作から3ヶ月ぶりとなるシングル。
- CDエクストラ付き。

## 収録曲
1. 平和島(3:29)
作詞：SOTA SUGAHARA、作曲：GONGON、編曲：B-DASH
2. 上を向いて歩こう(2:59)
作詞：永六輔、作曲：中村八大、編曲：B-DASH
坂本九のカバー
3. KIDS（self cover）(2:01)
作詞・作曲：GONGON、編曲：B-DASH
シングル「ENDLESS CIRCLE」に収録されていた曲のセルフカバー
4. BURGER WORLD(2:01)
作詞・作曲：GONGON、編曲：B-DASH

## 収録アルバム

### 平和島
- ベスト『B-DASH BEST』（2004年10月14日）
- ベスト『LEAD SONG COLLECTION』（2007年5月16日）
- ベスト『オールタイムベスト』（2010年3月17日）

### KIDS
- ベスト『B-DASH BEST』（2004年10月14日）